# 無線局運用規則
無線局運用規則（むせんきょくうんようきそく、昭和25年11月30日電波監理委員会規則第17号）は、電波法に基づき無線局の運用方法について定めることを目的とする総務省令である。

## 構成
2025年（令和7年）1月1日現在
第1章 総則
第1節 通則
第2節 無線設備の機能の維持等
第2章 一般通信方法
第1節 通則
第2節 無線電信通信の方法
第3章 海上移動業務、海上移動衛星業務及び海上無線航行業務の無線局の運用
第1節 通則
第2節 通信方法
第1款 通則
第2款 デジタル選択呼出通信
第3款 狭帯域直接印刷電信通信
第4款 モールス無線通信及び無線電話通信
第3節 遭難通信、緊急通信及び安全通信
第1款 通則
第2款 遭難通信
第3款 緊急通信
第4款 安全通信
第4節 漁業通信
第5節 海上無線航行業務
第4章 固定業務、陸上移動業務及び携帯移動業務の無線局、簡易無線局並びに非常局の運用
第1節 通信方法
第2節 非常の場合の無線通信
第3節 携帯無線通信を行う基地局、広帯域移動無線アクセスシステムの基地局及びローカル5G基地局の監視制御等
第5章 地上基幹放送局及び地上一般放送局の運用
第6章 特別業務の局及び標準周波数局の運用
第7章 航空移動業務、航空移動衛星業務及び航空無線航行業務の無線局の運用
第1節 通則
第2節 通信方法
第3節 遭難通信及び緊急通信
第4節 航空無線航行業務
第8章 アマチュア局の運用
第9章 宇宙無線通信の業務の無線局の運用
第10章 特定実験試験局の運用
附則

## 概要
本規則は無線局の運用方法について定めている。
1950年（昭和25年）の制定当初は日本人による航空機の運行が禁止されており陸上においても移動体通信といえるものはほとんど無く、海上通信、固定局間の通信それもモールス符号か音声による通信について定めたものが主である。
その後、電子技術や交通手段の発達により航空通信、陸上の移動体通信、宇宙通信およびラジオテレタイプなど制定時からみれば特殊な通信にあたるものの規定が追加されていったわけである。
一方で、モールス符号による通信は激減してしまったもののなお一部に需要があるため、これに関する規定の全廃には至っていない。
別表にはモールス符号やQ符号、通話表など無線通信に用いられる符号や用語が定められている。

## 沿革
1950年（昭和25年）
- 6月に、昭和25年電波監理委員会規則第7号として制定、当初の構成は次のとおり

第1章 総則 
第1節 通則
第2節 無線設備の機能の維持等
第2章 一般通信方法 
第1節 通則
第2節 無線電信通信の方法
第3章 海上移動業務の無線局の通信方法
第1節 通則
第2節 通信方法
第3節 遭難通信、緊急通信及び安全通信
第1款 通則
第2款 遭難通信
第3款 緊急通信
第4款 安全通信
第4節 漁業通信
第5節 海上無線測位業務
第4章 固定局の運用 
第1節 通信方法
第2節 非常通信
第5章 放送局の運用
第6章 特別業務の局等の運用
附則
- 11月に、昭和25年電波監理委員会規則第17号として全部改正

1952年（昭和27年）- 電波監理委員会廃止
- 電波法改正[2]により郵政省令となる。

1953年（昭和28年）- 昭和28年郵政省令第30号による一部改正
第6章 特別業務の局等の運用が、第6章 特別業務の局及び標準周波数局の運用に改正
第7章 航空無線通信業務の局の運用
第1節 通則
第2節 航空移動業務の局の運用
第1款 通則
第2款 航空移動業務の局の通信方法
第3款 遭難通信、緊急通信及び安全通信
第4款 航空無線測位業務
第3節 航空固定業務の局の運用
第1款 通則
第2款 手送方式による通信
第3款 印字方式による通信
第4節 航空同報
が追加された。
1955年（昭和30年）- 昭和30年郵政省令第6号による一部改正
第8章 アマチユア局の運用が追加
1959年（昭和34年）- 昭和34年郵政省令第30号による一部改正
第7章第3節第3款 印字方式による通信が、第7章第3節第3款 テレタイプライターによる通信と改定
1960年（昭和35年）- 昭和35年郵政省令第20号による一部改正
第9章 簡易無線局の運用が追加
1961年（昭和36年）- 昭和36年郵政省令第15号による一部改正
第4章 固定業務の局等の運用が、第4章 固定業務、陸上移動業務の局及び携帯移動業務の無線局、簡易無線局並びに非常局と改定
第9章 簡易無線局の運用が削除
1963年（昭和38年）
- 昭和38年郵政省令第12号による一部改正

第3章第5節 海上無線測位業務が、第3章第5節 海上無線航行業務と改定
第7章第2節第4款 航空無線測位業務が、第7章第2節第4款 航空無線航行業務と改定
- 昭和38年郵政省令第28号による一部改正
  - 第3章 海上移動業務の局の運用が、第3章 海上移動業務及び海上無線航行業務の無線局の運用と改定

第7章 航空無線通信業務の局の運用
第1節 通則
第2節 航空移動業務の局の運用
第1款 通則
第2款 航空移動業務の局の通信方法
第3款 遭難通信、緊急通信及び安全通信
第4款 航空無線航行業務
第3節 航空固定業務の局の運用
第1款 通則
第2款 手送方式による通信
第3款 テレタイプライターによる通信
第4節 航空同報
第8章 アマチユア局の運用
が、
第7章 航空移動業務及び航空無線航行業務の局の運用
第1節 通則
第2節 通信方法
第3節 遭難通信、緊急通信及び安全通信
第4節 削除
第8章 航空固定業務の無線局の運用
第9章 アマチユア局の運用
と改定
1965年（昭和40年）- 昭和40年郵政省令第29号による一部改正
- 第4章第2節 非常通信が、第4章第2節 非常の場合の無線通信と改定

1975年（昭和50年）- 昭和50年郵政省令第21号による一部改正
- 第10章 宇宙局の中継により船舶地球と通信を行う一定の固定地点間にある地球局及び船舶地球局の運用が追加

1982年（昭和57年）- 昭和57年郵政省令第10号による一部改正
- 第10章 宇宙局の中継により船舶地球と通信を行う一定の固定地点間にある地球局及び船舶地球局の運用が、第10章 宇宙無線通信の業務の無線局の運用と改定

1989年（平成元年）- 平成元年郵政省令第77号による一部改正
- 第7章 航空移動業務及び航空無線航行業務の無線局の運用が、第7章 航空移動業務、航空移動衛星業務及び航空無線航行業務の無線局の運用と改定
- 第7章第3節 遭難通信、緊急通信及び安全通信が、第7章第3節 遭難通信及び緊急通信と改定

1990年（平成2年）- 平成2年郵政省令第49号による一部改正
第3章 海上移動業務及び海上無線航行業務の無線局の運用が、海上移動業務、海上移動衛星業務及び海上無線航行業務の無線局の運用と改定
第3章第2節 通信方法
が、
第3章第2節 通信方法
第1款 通則
第2款 デジタル選択呼出通信
第3款 狭帯域直接印刷電信通信
第4款 モールス無線通信及び無線電話通信
と改定
1998年（平成10年）- 平成10年郵政省令第108号による一部改正
第3章第5節 海上無線航行業務
第1款 通則
第2款 無線方向探知業務
第3款 無線標識業務
が、
第3章第5節 海上無線航行業務
と改定
第8章 航空固定業務の局の運用が削除され、以下の章の番号が繰上げ
1999年（平成11年）- 平成11年郵政省令第40号による一部改正
第3章 海上移動業務、海上移動衛星業務及び海上無線航行業務の無線局の運用の条文から、遭難通信、緊急通信及び安全通信に関しモールス使用に関する事項が削除
2001年（平成13年）- 中央省庁再編で郵政省廃止、総務省設置
- 中央省庁等改革のための郵政省関係省令の整備に関する省令[3]第18条により総務省令となる。

2004年（平成16年）- 平成16年総務省令第30号による一部改正
第10章 特定実験局の運用が追加
2008年（平成20年）- 平成20年総務省令第32号による一部改正
第10章 特定実験局の運用が、第10章 特定実験試験局の運用と改定
2011年（平成23年）- 平成23年総務省令第66号による一部改正
第5章 放送局の運用が、第5章 地上基幹放送局の運用と改定
2012年（平成24年）- 平成24年総務省令第23号による一部改正
第5章 地上基幹放送局の運用が、第5章 地上基幹放送局及び地上一般放送局の運用と改定
2020年（令和2年）- 令和2年総務省令第38号による一部改正
第7章第4節 航空無線航行業務が削除
2022年（令和4年）- 令和4年総務省令第11号による一部改正
第4章第3節 携帯無線通信を行う基地局、広帯域移動無線アクセスシステムの基地局及びローカル5G基地局の監視制御等が追加
拗音の表記は原文ママ